# Шарифов, Фамиль Гасан оглы
Шарифов Фамиль Гасан оглы (азерб. Şərifov Famil Həsən oğlu; 1937—2016) — азербайджанский ученый, виноградарь, профессор, Заслуженный педагог Азербайджанской Республики.

## Биография
Фамил Шарифов родился 20 ноября 1937 года. После окончания в 1960 году факультета Плодоовощеводства и Виноградарства Азербайджанского Сельскохозяйственного Института работал агрономом в Херсонской области Украинской Республики.
В 1963 году поступил в аспирантуру по виноградарству и в 1968 году защитил кандидатскую диссертацию на тему «Изучение окулированных гибридов, стойких к филлоксере». Работал ассистентом, доцентом и заведующим кафедрой в Сельскохозяйственной Академии Азербайджанской Республики. В конце 80-х, начале 90-х годов являлся проректором по повышению квалификации педагогов в той же Академии.
Наряду с педагогической деятельностью проводил широкомасштабные исследовательские работы в области виноградарства.
С 1979 года им были созданы интенсивные и суперинтенсивные культивационные технологии. В дальнейшем он разработал принципиально новую, целостную и широкомасштабную культивационную систему.
В 1984 году на основе своей суперинтенсивной технологии впервые в истории мирового виноградарства получил рекордный урожай винограда — 1000 центнеров с гектара. 24 сентября 1988 г. его оригинальная суперинтенсивная культивационная технология получила официальное государственное утверждение. В 1988—1989 гг. достижения Ф. Шарифова в этой области были выставлены на Выставке Достижений Народного Хозяйства (ВДНХ) СССР и были удостоены медалями и денежным премиями.
В 80-х годах 20-го столетия впервые в Азербайджане Ф. Шарифов создал агрофон для комбайневого сбора винограда, на котором совместно с российскими специалистами успешно организовал апробацию сбора винограда с помощью комбайна.
Ф. Шарифов— автор атласа «Азербайджанский виноград», изданного впервые в истории Азербайджанского виноградарства в 2005 году. Является летописцем телевизионного фильма «Азербайджанский виноград», снятого по государственному заказу Азербайджанским телевидением в 2002 году.
Наладил тесные отношения с виноградарями Франции, Италии, Турции и Китая. Участвовал в совместных международных проектах. Автор закладки высокоурожайных виноградников в Китайской Народной Республике на основе заказа Государственного сельскохозяйственного агентства КНР. Создатель и руководитель первой частной школы виноградарства в Азербайджане. Автор виноградных сортов «Наиль», «Кяхраба»(янтарь), «Баяншире столовая», «Табризи темнолистный». Инициатор и автор создания первого в Азербайджане интернет портала о виноградарстве Республики Был награждён почетными грамотами правительства, неоднократно активно участвовал в международных и Республиканских выставках.
Добился решения нижеследующих проблем в виноградарстве:
1. Разработка интенсивных и суперинтенсивных технологий культивации;
2. Научная концепция получения продукции с виноградника в количестве 6-8 тонн после двух, 800—1000 центнеров после четырёх лет;
3. Научные основы «сладкого» (виноградного) конвейера в виноградарстве;
4. Подготовка параметров широких вертикальных шпалер, согласно требованиям новых модификаций суперинтенсивной технологии культивации;
5. Сокращение на 60-65 % ручного труда, связанного непосредственно с кустарниками винограда;
6. Увеличение в два раза саженцевых выступов;
7. Новые методики борьбы вредителями и болезнями винограда;
8. Создание Национального генофонда винограда

Профессор Ф. Г. Шарифов долгие годы заведовал кафедрой виноградарства и виноделия Азербайджанского государственного аграрного университета, автор учебников по виноградарству и более 150 научных трудов. Также являлся советником-консультантом многих крупных виноградарческих хозяйств в Азербайджане и за ее пределами. Удостоен звания «Заслуженный педагог Азербайджана». В 2010 году награждён медалью «Терегги». Обладатель International Trophy for quality, New Millenium Award (Geneva, Switzerland-2011).В 2015 году был награжден премией Международной Конфедерации Бизнеса (США, Хьюстон). В 2013 году опубликована очередная монография Ф.Шарифова «Виноградарство» (583 стр), где освещены современные проблемы виноградарства, концептуально новые подходы к агротехнике данной культуры. Активно участвовал в рабочей группе по разработке Государственной программы развития виноградарства в АР.
Умер 4 мая 2016 года. С 19 ноября 2016 года в Азербайджанском Государственном Аграрном Университете действует учебно-исследовательская виноградарческая лаборатория имени Ф. Г. Шарифова.